# Лана (Болцано)
Лана (итал. Lana) је насеље у Италији у округу Болцано, региону Трентино-Јужни Тирол.
Према процени из 2011. у насељу је живело 9274 становника. Насеље се налази на надморској висини од 285 м.

## Становништво
| 1931. | 1936. | 1951. | 1961. | 1971. | 1981. | 1991. | 2001. | 2011.  |
| ----- | ----- | ----- | ----- | ----- | ----- | ----- | ----- | ------ |
| 5.096 | 5.393 | 5.431 | 5.950 | 6.707 | 7.706 | 8.631 | 9.759 | 11.251 |